# 兹拉特科·柴可夫斯基
兹拉特科·柴可夫斯基（1923年11月24日—1998年7月27日）是一位已故南斯拉夫足球运动员及足球教练，其身高仅1.64米，因而也被昵称齐克（Čik，即“烟头”之意）。这位前世界级球员曾随南斯拉夫国家足球队夺得1948年及1952年奥运会的银牌，并参加了1950年和1954年世界杯。在效力游擊隊足球俱樂部期间，他曾加冕南斯拉夫国内的联赛和杯赛冠军，并在球员生涯结束前转投科隆。作为主教练，柴可夫斯基则率领科隆夺得1962年的德国足球冠军，又于1965年率领拜仁慕尼黑成功升入德甲，并夺得该俱乐部的首个欧战锦标。

## 足球生涯

### 球员
作为木匠佩塔尔（Petar）及妻子克里斯蒂娜（Christina）的长子，兹拉特克出生于萨格勒布，并与其年幼两岁的胞弟杰伊科共同成长。他自1930年起便在卡普托爾街上的学校就读，并在那里接触到了街头足球。1934年，当时11岁的兹拉特克便随家庭搬迁至马克西米尔街区，那里是克罗地亚学术体育俱乐部的所在地，而兹拉特科则自1937年在该俱乐部开始了青年足球生涯。随着1937年结束学业，他成为了皮革商人的学徒。由于学徒工作时间较长，他每天仅能在午休时训练一小时，于场上司职中场或中锋。兹拉特科于15岁时便晋身19岁梯队，至16岁时已经常获得俱乐部二队的征召。1939年，在HAŠK客场以0比4不敌哈伊杜克的末轮联赛中，兹拉特克完成了一线队首秀。在1940年顺利完成皮革商人的学徒培训后，兹拉特科便完全致力于足球运动。期间他曾入选南斯拉夫国家青年队，并在1939-40赛季的多瑙杯赛中出场。
随着第二次世界大战的爆发，兹拉特科被迫加入了青年工作团。成为士兵通常需要六个月的时间。但由于他是萨格勒布HAŠK和克罗地亚独立国的成员，这项在萨格勒布城外5公里的“劳役服务”被延长了五年。实际上，兹拉特克在此期间一直踢足球。而萨格勒布也依然举办由十支球队参加的内部锦标赛。1942年11月1日，当克罗地亚国家队在斯图加特以1比5不敌德国国家队时，兹拉特科司职左翼锋参加了这场战时国际比赛，并结识了年轻的德国球员弗里茨·瓦尔特。
在萨格勒布的传统俱乐部被夺权而相继解散后，柴可夫斯基于1945年加入首都俱乐部游击队，并于1947年跟随这支贝尔格莱德球队夺得了国内联赛和杯赛的双冠王。他于1949年再度加冕联赛冠军，于1952年和1954年则再夺得两次杯赛冠军。柴可夫斯基在1940年代共代表克罗地亚上阵两次，后于1946年9月首次入选南斯拉夫国家队，并随队参加了1948年伦敦奥运会。他与1945年加盟萨格勒布迪纳摩的胞弟杰伊科一同闯入奥运会决赛，但最终以1比3不敌拥有贡纳尔·努达尔、贡纳·格伦和尼尔斯·利德霍尔姆等明星球员的瑞典。在1950年年巴西世界杯上，柴可夫斯基兄弟又于战胜瑞士和墨西哥的比赛中上阵。但由于在分组赛末轮以0比2负于东道主巴西，南斯拉夫未能晋级决赛圈。
至1952年赫尔辛基奥运会，柴可夫斯基再度随南斯拉夫闯入决赛。此番他们阵中尽管拥有布兰科·泽贝茨和伊维察·霍瓦特等好手，却依然被普斯卡什·费伦茨率领的匈牙利所击败，并促成了后者“黄金一代”的诞生。两年后，在1954年瑞士世界杯赛上，南斯拉夫于分组赛先后战胜了巴西、法国和墨西哥，至四分之一决赛才以0比2不敌最终的冠军德国而遭到淘汰。1955年5月15日，柴可夫斯基在贝尔格莱德以2比2战平苏格兰的比赛中最后一次代表南斯拉夫上阵，结束了合共55次出场及射入7球的国家队生涯。他曾获得的一项殊荣是于1953年10月受邀加入世界明星队——为庆祝英格兰足球总会成立90周年，他们在温布利球场与英格兰代表队作赛，并最终以4比4握手言和。
在达到相应的年龄门槛后，柴可夫斯基于1955年获准移居国外。1955年7月6日，他最后一次代表游击队参加了对阵基辅迪纳摩的比赛，然后加盟当时身处西德高级联赛的科隆足球俱乐部。在那里，柴科夫斯基共出战53场及射入5球，直至1958年。随着他在科隆体育学院师从亨内斯·魏斯魏勒而考取了教练员执照，柴科夫斯基于1958年转投以色列的海法工人，身兼球员及教练，并最终于1960年宣布挂靴。

#### 国家队入球
| # | 日期          | 场地             | 对手       | 入球 | 比分 | 赛事               |
| - | ------------- | ---------------- | ---------- | ---- | ---- | ------------------ |
| 1 | 1946年10月7日 | 阿尔巴尼亚地拉那 | 阿尔巴尼亚 | 3–2  | 3–2  | 巴尔干杯           |
| 2 | 1948年7月4日  | 保加利亚索菲亚   | 保加利亚   | 3–1  | 3–1  | 巴尔干杯           |
| 3 | 1949年6月19日 | 挪威奥斯陆       | 挪威       | 3–1  | 3–1  | 友谊赛             |
| 4 | 1950年9月18日 | 以色列特拉维夫   | 以色列     | 3–0  | 5–2  | 1950年世界杯预选赛 |
| 5 | 1952年7月22日 | 芬兰坦佩雷       | 苏联       | 3–1  | 3–1  | 1952年奥运会       |
| 6 | 1952年7月25日 | 芬兰赫尔辛基     | 丹麦       | 1–0  | 5–3  | 1952年奥运会       |
| 7 | 1952年7月29日 | 芬兰赫尔辛基     | 德国       | 3–1  | 3–1  | 1952年奥运会       |

### 教练
作为主教练，柴可夫斯基是在1960-61赛季的乌得勒支完成首次亮相。随后，他获得了老东家科隆的邀约，于1961年重返德国。在执教科隆的首个赛季，他便率队夺得了德国足球冠军，继而于1963年再获亚军。同年，柴可夫斯基转投当时仍身处地区联赛的拜仁慕尼黑。至1965年，凭借由门将塞普·迈尔、防守球员阿道夫·孔斯特瓦德尔、维尔纳·奥尔克、弗朗茨·贝肯鲍尔、卡尔-海因茨·博鲁塔、以及攻击手鲁道夫·纳夫齐格、莱纳·奥尔豪泽、盖德·穆勒和迪特·布伦宁格组成的豪华阵容，柴可夫斯基成功率领拜仁升入德甲联赛。他在那里一直担任主教练至1968年，期间曾两次夺得德国足协杯冠军，并于1967年赢得了欧洲优胜者杯冠军，这也是拜仁的首座欧战奖杯。
在1968-69赛季，柴可夫斯基出任汉诺威96主教练，从1970年1月至7月则执掌奥芬巴赫踢球者。他率领后者夺得了1969-70赛季南部地区联赛冠军，并在升级附加赛中相继战胜波鸿、策伦多夫赫塔、沃尔夫斯堡和皮尔马森斯之后，顺利升入德甲。从1971年12月至1973年，柴可夫斯基转而执教纽伦堡；从1973年至1975年则回到科隆，并率队两次获得联赛第五。之后，他又于1976年1月1日再次前往奥芬巴赫踢球者，在那里执教至同年10月。
1977年夏天，柴可夫斯基移居希腊，加盟雅典AEK，并立即帮助球队夺得了联赛和杯赛的双冠王。尽管如此，由于与俱乐部存在分歧，他仍然于季末离队。随后在瑞士和奥地利的执教生涯中，柴可夫斯基未能再获成功，至1981年秋天，即当季联赛开始仅数轮后，他被格拉茨竞技解雇。同年冬天，柴可夫斯基作为汉斯·蒂尔科夫斯基的继任者再次接任雅典AEK主教练。但这段执教经历亦未及成功，他不得不在赛季结束前离开。柴可夫斯基执教生涯的最后一站也在希腊，这次是阿波罗卡拉马里亚。然而，他在这家塞萨洛尼基俱乐部的任期也仅从1983年11月持续至1984年1月，在此期间共指挥了九场比赛。

#### 执教数据
| 球队           | 起            | 迄             | 记录 | 记录 | 记录 | 记录 | 记录  |
| 球队           | 起            | 迄             | 场   | 胜   | 平   | 负   | 胜率% |
| -------------- | ------------- | -------------- | ---- | ---- | ---- | ---- | ----- |
| 科隆           | 1961年        | 1963年         | 80   | 51   | 12   | 17   | 63.75 |
| 拜仁慕尼黑     | 1963年7月1日  | 1968年6月30日  | 102  | 52   | 18   | 32   | 50.98 |
| 汉诺威96       | 1968年7月1日  | 1969年12月8日  | 63   | 21   | 18   | 24   | 33.33 |
| 奥芬巴赫踢球者 | 1970年1月     | 1970年7月      | 81   | 34   | 20   | 27   | 41.98 |
| 萨格勒布迪纳摩 | 1970年7月31日 | 1971年10月26日 | 57   | 27   | 13   | 17   | 47.37 |
| 科隆           | 1973年9月17日 | 1975年12月12日 | 88   | 47   | 18   | 23   | 53.41 |
| 奥芬巴赫踢球者 | 1976年1月     | 1976年10月     | 17   | 5    | 5    | 7    | 29.41 |
| 雅典AEK        | 1977年7月     | 1978年7月      | 73   | 38   | 23   | 12   | 52.05 |
| 苏黎世         | 1978年7月     | 1980年3月      | 72   | 38   | 13   | 21   | 52.78 |
| 总计           | 总计          | 总计           | 633  | 313  | 140  | 180  | 49.45 |

## 成就

### 球员
- 奥运会银牌：[14]1948年、1952年（英语：Football at the 1952 Summer Olympics）
- 南斯拉夫足球甲級聯賽冠军：1947年（英语：1946–47 Yugoslav First League）、1949年（英语：1948–49 Yugoslav First League）
- 南斯拉夫盃冠军：1947年（英语：1946–47 Yugoslav First League#Cup）、1952年（英语：1951–52 Yugoslav First League#Cup）、1954年（英语：1953–54 Yugoslav First League#Cup）

### 教练
- 德国足球冠军：1962年
- 德国足协杯冠军：1966年、1967年
- 欧洲优胜者杯冠军：1967年
- 德国南部地区联赛冠军：1970年
- 希腊足球甲级联赛冠军：1978年（英语：1977–78 Alpha Ethniki）
- 希臘足球盃冠军：1978年（英语：1977–78 Greek Cup）

## 个人生活
作为首位月薪超过20000马克的德甲主教练，柴可夫斯基以其活泼的天性和结巴的德语而闻名。当他被要求更好的学习德语时，他曾表示“我不是德语老师，而是足球老师”。在客场以1比8不敌邓迪联后的返程飞行之前，有传闻称他还说过“最好飞机坠毁”。
1967年，柴可夫斯基曾与塞普·迈尔和盖德·穆勒一同，参与了由路德维希·托马所著的喜剧《当路德维希加入演习》的演出，他在剧中饰演一位巴伐利亚王国陆军的炊事员（配角）。当一位军官问到，他不是巴伐利亚人，他在那里做什么时，齐克回答“我是自愿加入进来，但我的肉体和灵魂都属于巴伐利亚”，这显然是以诙谐的方式提到他当时在拜仁慕尼黑的执教行为。